# قرنفل تحتاني (الرقة)
قرنفل تحتاني قرية سورية تتبع ناحية مركز تل أبيض في منطقة تل أبيض في محافظة الرقة. بلغ عدد سكانها 158 نسمة في عام 2004 حسب إحصاء المكتب المركزي للإحصاء.